# قرار مجلس الأمن التابع للأمم المتحدة رقم 184
قرار مجلس الأمن التابع للأمم المتحدة رقم 184، الذي اعتمد بالإجماع في 16 ديسمبر 1963، بعد النظر في طلب زنجبار للانضمام إلى عضوية الأمم المتحدة، أوصى المجلس الجمعية العامة بقبول زنجبار.